# Plavání na Letních olympijských hrách 1948
Plavání na Letních olympijských hrách 1948.

## Přehled medailí
| Pořadí | Země                         | Zlato | Stříbro | Bronz | Celkově |
| ------ | ---------------------------- | ----- | ------- | ----- | ------- |
| 1.     | Spojené státy americké (USA) | 8     | 6       | 1     | 15      |
| 2.     | Dánsko (DEN)                 | 2     | 2       | 0     | 4       |
| 3.     | Nizozemsko (NED)             | 1     | 0       | 2     | 3       |
| 4.     | Austrálie (AUS)              | 0     | 2       | 2     | 4       |
| 5.     | Maďarsko (HUN)               | 0     | 1       | 3     | 4       |
| 6.     | Francie (FRA)                | 0     | 0       | 2     | 2       |
| 7.     | Velká Británie (GBR)         | 0     | 0       | 1     | 1       |
| Celkem | Celkem                       | 11    | 11      | 11    | 33      |

## Medailisté

### Muži
| Kategorie                    | Zlato                                                                             | Čas     | Stříbro                                                                   | Čas     | Bronz                                                                  | Čas     |
| ---------------------------- | --------------------------------------------------------------------------------- | ------- | ------------------------------------------------------------------------- | ------- | ---------------------------------------------------------------------- | ------- |
| 100 m volný způsob           | Wally Ris · Spojené státy americké (USA)                                          | 57.3    | Alan Ford · Spojené státy americké (USA)                                  | 57.8    | Géza Kádas · Maďarsko (HUN)                                            | 58.1    |
| 400 m volný způsob           | Bill Smith · Spojené státy americké (USA)                                         | 4:41.0  | Jimmy McLane · Spojené státy americké (USA)                               | 4:43.4  | John Marshall · Austrálie (AUS)                                        | 4:47.7  |
| 1500 m volný způsob          | Jimmy McLane · Spojené státy americké (USA)                                       | 19:18.5 | John Marshall · Austrálie (AUS)                                           | 19:31.3 | György Mitró · Maďarsko (HUN)                                          | 19:43.2 |
| 100 m znak                   | Allen Stack · Spojené státy americké (USA)                                        | 1:06.4  | Bob Cowell · Spojené státy americké (USA)                                 | 1:06.5  | Georges Vallerey · Francie (FRA)                                       | 1:07.8  |
| 200 m prsa                   | Joe Verdeur · Spojené státy americké (USA)                                        | 2:39.3  | Keith Carter · Spojené státy americké (USA)                               | 2:40.2  | Bob Sohl · Spojené státy americké (USA)                                | 2:43.9  |
| štafeta 4×200 m volný způsob | Spojené státy americké (USA) · Wally Ris · Jimmy McLane · Wally Wolf · Bill Smith | 8:46.0  | Maďarsko (HUN) · Elemér Szatmári · György Mitró · Imre Nyéki · Géza Kádas | 8:48.4  | Francie (FRA) · Joseph Bernardo · René Cornu · Henri Padou · Alex Jany | 9:08.0  |

### Ženy
| Kategorie                    | Zlato                                                                                                  | Čas    | Stříbro                                                                                 | Čas    | Bronz | Čas    |
| ---------------------------- | --- | ------ | --------------------------------------------------------------------------------------- | ------ | --- | ------ |
| 100 m volný způsob           | Greta Andersenová · Dánsko (DEN)                                                                       | 1:06.3 | Ann Curtisová · Spojené státy americké (USA)                                            | 1:06.5 | Marie-Louise Linssen-Vaessenová · Nizozemsko (NED)                                                                          | 1:07.6 |
| 400 m volný způsob           | Ann Curtisová · Spojené státy americké (USA)                                                           | 5:17.8 | Karen Harupová · Dánsko (DEN)                                                           | 5:21.2 | Catherine Gibsonová · Velká Británie (GBR)                                                                                  | 5:22.5 |
| 100 m znak                   | Karen Harupová · Dánsko (DEN)                                                                          | 1:14.4 | Suzanne Zimmermanová · Spojené státy americké (USA)                                     | 1:16.0 | Judy-Joy Daviesová · Austrálie (AUS)                                                                                        | 1:16.7 |
| 200 m prsa                   | Nel van Vlietová · Nizozemsko (NED)                                                                    | 2:57.2 | Nancy Lyonsová · Austrálie (AUS)                                                        | 2:57.7 | Éva Nováková · Maďarsko (HUN)                                                                                               | 3:00.2 |
| štafeta 4×100 m volný způsob | Spojené státy americké (USA) · Marie Corridonová · Thelma Kalamaová · Brenda Helserová · Ann Curtisová | 4:29.2 | Dánsko (DEN) · Eva Arndtová · Karen Harupová · Greta Andersenová · Fritze Carstensenová | 4:29.6 | Nizozemsko (NED) · Irma Heijting-Schuhmacherová · Margot Marsmanová · Marie-Louise Linssen-Vaessenová · Hannie Termeulenová | 4:31.6 |